# Сорокопутовые муравьеловки
Сорокопутовые муравьеловки (лат. Thamnophilus) — род птиц из семейства типичных муравьеловковых (Thamnophilidae).

## Список видов
В состав рода включают 30 видов:
- Thamnophilus aethiops Sclater, 1858 — Траурная сорокопутовая муравьеловка
- Thamnophilus amazonicus Sclater, 1858 — Амазонская сорокопутовая муравьеловка
- Thamnophilus ambiguus Swainson, 1825
- Thamnophilus aroyae (Hellmayr, 1904) — Нагорная сорокопутовая муравьеловка
- Thamnophilus atrinucha Salvin & Godman, 1892
- Thamnophilus bernardi Lesson, 1844
- Thamnophilus bridgesi Sclater, 1856 — Капюшонная сорокопутовая муравьеловка
- Thamnophilus caerulescens Vieillot, 1816 — Серая сорокопутовая муравьеловка
- Thamnophilus cryptoleucus (Menegaux & Hellmayr, 1906) — Белоспинная сорокопутовая муравьеловка
- Thamnophilus divisorius B. M. Whitney, Oren & Brumfield, 2004
- Thamnophilus doliatus (Linnaeus, 1764) — Полосатая сорокопутовая муравьеловка
- Thamnophilus insignis Salvin & Godman, 1884 — Венесуэльская сорокопутовая муравьеловка
- Thamnophilus melanonotus Sclater, 1855
- Thamnophilus melanothorax Sclater, 1857
- Thamnophilus multistriatus Lafresnaye, 1844 — Полосатобрюхая сорокопутовая муравьеловка
- Thamnophilus murinus Sclater & Salvin, 1868 — Серебристая сорокопутовая муравьеловка
- Thamnophilus nigriceps Sclater, 1869 — Чёрная сорокопутовая муравьеловка
- Thamnophilus nigrocinereus Sclater, 1855 — Серобрюхая сорокопутовая муравьеловка
- Thamnophilus palliatus (Lichtenstein, 1823) — Линейчатая сорокопутовая муравьеловка
- Thamnophilus pelzelni Hellmayr, 1924
- Thamnophilus praecox Zimmer, 1937 — Кочская сорокопутовая муравьеловка
- Thamnophilus punctatus (Shaw, 1809) — Шиферная сорокопутовая муравьеловка
- Thamnophilus ruficapillus Vieillot, 1816 — Рыжешапочная сорокопутовая муравьеловка
- Thamnophilus schistaceus Orbigny, 1837 — Черношапочная сорокопутовая муравьеловка
- Thamnophilus stictocephalus Pelzeln, 1868
- Thamnophilus sticturus Pelzeln, 1868
- Thamnophilus tenuepunctatus Lafresnaye, 1853
- Thamnophilus torquatus Swainson, 1825 — Рыжекрылая сорокопутовая муравьеловка
- Thamnophilus unicolor (Sclater, 1859) — Одноцветная сорокопутовая муравьеловка
- Thamnophilus zarumae Chapman, 1921

## Галерея
- Траурная сорокопутовая муравьеловка
 (Thamnophilus aethiops)
- Капюшонная сорокопутовая муравьеловка
 (Thamnophilus bridgesi)
- Thamnophilus atrinucha
- Полосатая сорокопутовая муравьеловка
 (Thamnophilus doliatus)
- Одноцветная сорокопутовая муравьеловка
 (Thamnophilus unicolor)